# OS/360
OS/360（オーエスさんろくまる） は、IBMが1964年に発表したメインフレームコンピュータであるSystem/360用のオペレーティングシステム (OS) である。

## 名称
正式名称は「IBM System/360 Operating System」である。

## 概要
本格的な商用のOSとしては世界初であり、以下の特徴がある。
- （System/360自身の特徴だが）汎用（商用計算および科学技術計算）で、コンピュータファミリーを形成
- 80桁のパンチカードを入力としたバッチ処理を起源に発達
- 文字コードはEBCDICを採用
- 磁気ディスク装置(DASD) を扱う最初のOS
- OSはSystem/360アセンブリ言語で記述された
- 当初より企業用として、プログラム(プログラマ用API)と運用管理(オペレータ用システムコマンド、JCL)を明確に分離している
- System/360の大ヒットにより、メインフレームの主流OSとなる
- 現在のIBMメインフレームOS (z/OS) も、OS/360を受け継いでいる（上位互換）

## ファミリー
時期にもよるが、主に小型機種（モデル）向けには BOS、大型機種（モデル）向けには MFT、更には MVTが用意された。 
- 主流(大型機種用)
  - PCP(Primary Control Program)1966年〜
  - MFT(Multiprogramming with a Fixed number of Tasks)1966年〜
  - MVT(Multiprogramming with a Variable number of Tasks)1967年〜 (現在のz/OSの起源)

- 傍流(小型機種用)
  - BOS (Basic Operating System)1965年〜 (最小構成用)
  - TOS (Tape Operating System)1965年〜 (テープ装置のみの構成用)
  - DOS (Disk Operating System)1965年〜 (ディスク装置のある構成用。現在のz/VSEの起源)

なおOS/360ファミリーではないが、System/360では、タイムシェアリング用OSであるTSS/360(1967年〜)、仮想化OSであるCP/CMS(1967年〜。現在のz/VMの起源)、ユーザー大学開発の MUSIC/SP などのOSも使用された。

## 歴史

### 起源
OS/360は、3つのコントロールプログラムファミリーとして生まれた。機能と同様に、そのサイズも増加していった。まず最初に、ジョブを順次に処理するシングルタスクのPCPが生まれた。次に、マルチタスクを処理する、しかし予め大きさと数を設定しておいたメモリ分しかタスクの同時処理を許容しないMFTが生まれた。最後に、使用するメモリのサイズを動的に変えることが出来、同時に処理するタスクの数も可変で扱えるMVTが登場した。OS/360はまた、IBMのバッチ処理スクリプト言語である JCL を生んだ。
しかしOS/360は、IBMの組織上の混乱と、巨大ソフトウェア開発の経験および技術上の重要な変更の経験の不足から、予定より遅れてリリースされた。当初の予定では、最初のシンプル版を1965年（昭和40年）に、機能を盛り込んだ複合版を1966年（昭和41年）に出荷する予定であった。しかしそれぞれ1年遅れ、PCPが1966年に、MVTが1967年（昭和42年）にリリースされた。
そのためSystem/360を使用する顧客には、代替としてよりシンプルなシステムBOS、TOS、DOSファミリーが、セットで急いで提供された。

### その後の開発
そのような事情で、DOSは暫定的なツールと企図・制作されたものであったが、それは今日まで生き残った。仮想記憶を扱うDOS/VSに変化・継続し、後にDOS/VSE、VSE/ESA、z/VSEと変遷していった。
後にSystem/370のために可変アドレッシングを行うハードウェアが開発されたとき、OS/360ファミリーはアップグレードし、MFTはOS/VS1 に、MVTはOS/VS2と名前を変えた。OS/VS2は2つの形が発表された。1つはOS/VS2 Release 1、別名 SVS (Single Virtual Storage)、もう1つはOS/VS2 Release 2、別名MVS (Multiple Virtual Storage) である。SVSはMVTからMVSへと至る道程塚として意図されたバージョンで、今日では歴史的な興味の対象としてのみ存在する。
MVSは、成功したマシン IBM360シリーズのSystem/370やSystem/390、zSeries、System zのOSとして、OS/390、 z/OSとその名前は変えているが、現在も使い続けられている（2008年（平成20年）時点）。
2000年（平成12年）以降、OS/360はパブリックドメインとなり、フリーソフトとしてダウンロードして使うことが出来るようになった。LinuxやWindowsやmacOS上で動くフリーのHercules emulator上で、ハードウェアSystem/360で動くのと同じように動かすことが出来る。

## 教訓
System/360とOS/360のプロジェクトを率いた経験の後、フレデリック・ブルックスは有名な『人月の神話』("The Mythical Man-Month") を書いた。
彼は自身のOS/360の経験から、ブルックスの法則、セカンドシステム症候群、など多くの教訓を書き記している。